# 此島愛子
此島 愛子（このしま あいこ、1939年〈昭和14年〉3月10日 - ）は、日本の女優、声優、ナレーターである。岐阜県八幡町（現：郡上市）出身。本名同じ。有限会社Grue所属。

## 略歴
岐阜県立郡上高等学校卒業。
1958年、中部日本放送放送劇団4期生。1963年、文学座研究所入所、1964年、俳優小劇場入団。その後は舞プロモーション、プロダクション エム・スリーに所属していた。

## 人物
「比島」は誤記。本人によると「北島」「フィリピン」と誤記されることもあったという。
テレビ、ラジオ、アテレコ、ナレーションなど様々な分野で活躍。
ソフィア・ローレンやジュディ・デンチの吹き替えを持ち役としている。

## 出演作品

### テレビドラマ
- ザ・ガードマン 第103話「真赤な裏切り」（1967年、TBS/大映テレビ室） - けい子
- 時間ですよ
- 鬼平犯科帳 第44話「おみよは見た」（1970年、NET / 東宝） - 娼婦
- 鬼平犯科帳 第2シリーズ 第2話「猫じゃらしの女」（1971年、NET / 東宝） - おきよ
- 松本清張シリーズ・遠い接近（1975年、NHK） - 木賃宿の人びと
- 愛が見えますか（1976年、日本テレビ/東京映画） - 看護婦 役
- 特別機動捜査隊（1976年 NET/東映)第770話「歪んだ女心」 - 浮谷久恵 役
- 伝七捕物帳 第121話「男なさけに花が散る」（1976年、NTV） - おいね
- スパイダーマン（1978年 東映）第18話 「母の胸に甦る少年」 - 良一の母・加代
- 消えた巨人軍（1978年、日本テレビ） - カーフェリーの客
- 大空港 第30話「女囚304号脱獄指令!」（1979年、フジテレビ） - 女囚
- 大河ドラマ（NHK）
  - 獅子の時代（1980年） - 栄 役
  - 峠の群像（1982年） - 秋 役
  - 山河燃ゆ（1984年） - 山村夫人 役
  - いのち（1986年、NHK） - シノ、村の人 役
- ウルトラマン80 第47話「魔のグローブ 落し物にご用心!!」（1981年、TBS/円谷プロ） - 玉井よし子
- 御宿かわせみ 第2シリーズ 第18話「千鳥が啼いた」（1983年、NHK）
- 旅びと　(1983年、NHK) 方言(郡上八幡)指導も
- 連続テレビ小説（NHK）
  - おしん（1983年） - つる 役
  - さくら（2002年） ‐ 寮母さん（山中育子） 役
- 華の別れ（1989年、東海テレビ） - 妙子 役
- 本当にあった怖い話 マタニティドレス（1992年、テレビ朝日）
- 腕におぼえあり3（1993年、NHK） - おもよ 役
- 家なき子 第12（最終）話（1994年、日本テレビ） - 少年院看守 役
- 世にも奇妙な物語 秋の特別編 「23歳の老人」(1995年、フジテレビ) - 看護婦長 役
- リング〜最終章〜（1999年、フジテレビ）

### 吹き替え

#### 担当女優
カレン・ブラック
- 家（マリアン・ロルフ）
- カプリコン・1（ジュディ・ドリンクウォーター）
- ファミリー・プロット（フラン）※TBS版

ジーナ・ローランズ
- グロリア（グロリア・スウェンソン）
- ブリンクス（メアリー・ピノ）※テレビ朝日版
- マイ・フレンド・メモリー（グラム）

ジュディ・デンチ
- 007シリーズ（M）※ソフト版
  - 007 ゴールデンアイ
  - 007 トゥモロー・ネバー・ダイ
  - 007 ダイ・アナザー・デイ
  - 007 カジノ・ロワイヤル
  - 007 慰めの報酬

- NINE（リリー）

ソフィア・ローレン
- 栄光の丘（ジュディス）
- エル・シド（シメン）※テレビ東京版
- カサンドラ・クロス（ジェニファー）
- 河の女（ニイヴェス）
- 結婚宣言（ヴァレリア）
- 侵略者（ホノリア）※東京12ch版
- 戦場を駈ける女（カテリーナ）
- 旅路（アドリアーナ）
- 月夜の出来事（シンチア）
- 殿方ごろし（ソフィア）
- NINE（マンマ）
- 楡の木蔭の欲望（アンナ）
- ひまわり（ジョヴァンナ）※TBS版
- ブラス・ターゲット（マーラ）
- 誇りと情熱（フアナ）※TBS版
- 微笑みに出逢う街角（オリヴィア）
- ラ・マンチャの男（アルドンサ/ドルシネア）
- リベンジャー（アデル夫人）
- ローマ帝国の滅亡（ルシラ）
- 私はそんな女（ケイ）

#### 映画
- 哀愁物語（ギャビー〈レスリー・キャロン〉）
- 愛すれど心さびしく（ポーシャ〈シシリー・タイソン〉）
- アサシン 暗・殺・者（アマンダ〈アン・バンクロフト〉）※ソフト版
- アニマル大戦争（シャーリー・グッドウィン夫人〈ルース・ローマン〉）
- アメリカの災難（パール・コプリン〈メアリー・タイラー・ムーア〉）
- アラバマ物語（キャル）※テレビ朝日版
- アラン・ドロンのゾロ（前総督夫人）※テレビ朝日新録版
- 暗黒街の仁義（コラ〈アニー・デュプレ〉）
- ウォリアーズ（DJ）
- エアポート'77/バミューダからの脱出（カレン・ウォレス〈リー・グラント〉）※テレビ朝日版
- エクソシスト2（ジーン・タスキン博士〈ルイーズ・フレッチャー〉）
- エンゼル・ハート（マーガレット・クルーズマーク〈シャーロット・ランプリング〉）※テレビ朝日版
- オール・ザット・ジャズ（オードリー・パリス〈リランド・パーマー〉）※テレビ朝日版
- 黄金の七人 1+6 エロチカ大作戦（カルラ〈シルヴァ・コシナ〉）
- 王様と私（チャン王妃〈テリー・サウンダース〉）※東京12ch版
- 狼の血族（ロザリーンの母）
- 女と男の名誉（メイローズ・プリッツィ〈アンジェリカ・ヒューストン〉）
- 家族の肖像（ビアンカ〈シルヴァーナ・マンガーノ〉）
- カラーパープル（セリー〈ウーピー・ゴールドバーグ〉）
- ガルシアの首（エリータ〈イサダ・ベガ〉）
- 華麗なる相続人（エレーヌ・ロフ=マルタン〈ロミー・シュナイダー〉）
- キスへのプレリュード（ボイル夫人〈パティ・デューク〉）※ソフト版
- キャット・ピープル（フェモリー〈ルビー・ディー〉）※フジテレビ版
- 巨大蟻の帝国（マリリン・フライザー〈ジョーン・コリンズ〉）※日本テレビ版
- 金色の嘘（ファニー・アシンガム〈アンジェリカ・ヒューストン〉）
- クリスマスに万歳!（リリアン・ブルックス〈ローレン・バコール〉）
- グレムリン（リン・ペルツァー〈フランシス・リー・マッケイン〉）※フジテレビ版
- 結婚しない女（エレイン〈ケリー・ビショップ〉）
- GOAL!（メルセデス〈ミリアム・コロン〉）
- GOAL!2（メルセデス〈ミリアム・コロン〉）
- ゴールデン・チャイルド（カーラ）※テレビ朝日版
- この森で、天使はバスを降りた（ハナ・ファーガソン〈エレン・バースティン〉）
- コレリ大尉のマンドリン（ドロスーラ〈イレーネ・パパス〉）
- 殺しを呼ぶ瞳（ジュスティーヌ〈アリソン・ヘイズ〉、スティーブンス夫人〈ホリー・ハリス〉）※東京12ch版
- 殺人捜査（アグスタ〈フロリンダ・ボルカン〉）
- ザ・デプス（ダイアン・ノリス）
- 砂漠のライオン（マブルーカ〈イレーネ・パパス〉）
- さまよえる天使（サリー〈グロリア・フォスター〉）
- さらば友よ（イザベル・モロー〈オルガ・ジョルジュ・ピコ〉）※フジテレビ版
- サロゲート・マザー（リサ・ファロー）
- ジーア/悲劇のスーパーモデル（ウィルヘルミア・クーパー〈フェイ・ダナウェイ〉）
- 死海殺人事件（ウエストホルム女史〈ローレン・バコール〉）
- 自転車泥棒（マリア・リッチ）※テレビ版
- シノーラ（ヘレン）
- ジャイアンツ（ヴァシタイ〈ジェーン・ウィザース〉）※テレビ朝日版
- シャイアン砦　(カラミティ・ジェーン<アビー・ダルトン>) ※NET版
- ジャンヌ・ダルク（ヨランド・ダラゴン〈フェイ・ダナウェイ〉）※日本テレビ版
- ジョン・カーペンターの要塞警察（リー）
- 新・動く標的（アイリス・デベロー〈ジョアン・ウッドワード〉）※TBS版
- 新・13日の金曜日（エセル〈キャロル・ロカテル〉）
- 新・脱獄の用心棒（メアリー・オコンネル〈リン・レッドグレイヴ〉）
- スケアクロウ（コーリー〈ドロシー・トリスタン〉）※テレビ朝日版
- スタートレックII カーンの逆襲（マーカス〈ビビ・ベッシュ〉）※日本テレビ版
- 素晴らしきヒコーキ野郎（パトリシア・ローンズリー〈サラ・マイルズ〉）※日本テレビ版
- 西部の無頼人（アロマ〈レア・マッサリ〉）
- 007 カジノロワイヤル（ザ・デテイナー〈ダリア・ラヴィ〉）※日本テレビ版、（ヴェスパー・リンド〈ウルスラ・アンドレス〉）※NET版
- 訴訟（エステル・ウォード〈ジョアンナ・マーリン〉）
- ダーティ・ダンシング（マージョリー・ハウスマン〈ケリー・ビショップ〉）※フジテレビ版
- 旅（エヴァ〈アヌーク・エーメ〉）※NHK版
- タンゴ（エレーヌ〈ミシェル・ラロック〉）
- 地球最後の男オメガマン（リサ〈ロザリンド・キャッシュ〉）
- デューン/砂の惑星（ラマロ〈シルヴァーナ・マンガーノ〉）※テレビ朝日版
- ドーバー海峡殺人事件（メアリー・デュラント〈サラ・マイルズ〉）
- ドクター・モリスの島/フィッシュマン（シャキーラ〈ベリル・カンニガム〉）
- ドラゴンVS.7人の吸血鬼（ヴァネッサ・ビューレン）
- ナインスゲート（ケスラー男爵夫人）※テレビ朝日版
- 泣かないで（ジョージア〈マーシャ・メイソン〉）
- 謎の大陸アトランティス（アンティリア王女〈ジョイス・テイラー〉）※テレビ東京版
- 虹を掴む男（ガートルード・グリスウォルド〈アン・ラザフォード〉）
- ニューヨーク1997（マギー〈エイドリアン・バーボー〉）
- 紐育ウロチョロ族（マーサ・ヘンショウ〈マーサ・ハイヤー〉）
- 人間の運命（イリーナ〈シナイダ・キリエンコ〉）※NHK版
- ネバーエンディング・ストーリー（お告げ所の声）※テレビ朝日版
- バーチュオシティ（エリザベス・ディーン所長〈ルイーズ・フレッチャー〉）※フジテレビ版
- バットマン オリジナル・ムービー（キャットウーマン〈ジュリー・ニューマー〉）※TBS旧録版
- 薔薇の眠り（ジェシー〈シニード・キューザック〉）
- 羊たちの沈黙（ルース・マーティン議員〈ダイアン・ベイカー〉）※VHS版
- 百万弗の人魚（アネット・ケラーマン〈エスター・ウィリアムズ〉）
- 豹/ジャガー（コロンバ〈ジョヴァンナ・ラッリ〉）
- ピンクの豹（シモーヌ・クルーゾー〈キャプシーヌ〉）
- フレンジー（ヘッティ・ポッター〈ビリー・ホワイトロー〉）※テレビ朝日版
- ブロードウェイと銃弾（ヘレン・シンクレア〈ダイアン・ウィースト〉）
- ベイビー・トーク（ロージー〈オリンピア・デュカキス〉）※日本テレビ版
- ベイビー・トーク2/リトル・ダイナマイツ（ロージー〈オリンピア・デュカキス〉）※日本テレビ版
- ベイブ（フライ〈ミリアム・マーゴリーズ〉）※ソフト版
- ベイブ/都会へ行く（フライ〈ミリアム・マーゴリーズ〉）※ソフト版
- ベスト・キッド2（ユキエ〈ノブ・マッカーシー〉）※ソフト版
- ホーム・アローン2（鳩おばさん〈ブレンダ・フリッカー〉）※ソフト版
- 星空の用心棒（ダルシー）※NET版
- ボルサリーノ（ローラ）※日本テレビ版、（マダム・エスカルケル）※フジテレビ版
- マイアミ・ラプソディー（ゼルダ〈ケリー・ビショップ〉）
- マジェスティック（ナンシー・チャベス〈リンダ・クリスタル〉）
- マッケンナの黄金（ヘシュケ〈ジュリー・ニューマー〉）※テレビ朝日版
- マトリックスシリーズ
  - マトリックス リローデッド（オラクル〈グロリア・フォスター〉）※ソフト版
  - マトリックス レボリューションズ（オラクル〈メアリー・アリス〉）※ソフト版
  - マトリックス レザレクションズ[10]
- マネキン2（ジェイソンの母）※テレビ朝日版
- めぐり逢えたら（Dr.マーシャ・フィールドストーン）※フジテレビ版
- もう子守歌はいらない（ホリー・エバンス）
- 屋根裏部屋の花たち（祖母〈ルイーズ・フレッチャー〉）
- リオの男（ローラ〈シモーヌ・ルナン〉）※TBS版
- リトル・ロマンス（ジャネット）※フジテレビ版
- 旅情（フィオリーニ夫人〈イザ・ミランダ〉）※テレビ朝日版
- レジェンド/光と闇の伝説（メグ〈ロバート・ピカード〉）

#### ドラマ
- アメリカン・ヒーロー #42（セレナ・デルヴェラ〈イセラ・ヴェガ〉）
- ER緊急救命室（ジャネット・コバーン〈エイミー・アキノ〉）
- ウルトラマンG（レオニー・クランクスタイン博士）
- オペラ座の怪人（カルロッタ〈アンドレア・フェレオル〉）
- 警察署長（リズ・ワッツ）
- ケネディ家の人びと（ローズ・ケネディ〈ダイアナ・ハードキャッスル〉）
- ザ・パシフィック（マリオン・レッキー）
- ザ・ハンガー シーズン1 #5（ダリントン〈サリー・カークランド〉）
- ジェームズ・ボンドを夢見た男（イヴ・フレミング〈レスリー・マンヴィル〉[11]）
- シェーン（マリアン・スターレット〈ジル・アイアランド〉）
- ジェシカおばさんの事件簿 シーズン1 #12（キャリー・コールマン）
- シャーロック・ホームズの冒険
  - 銀星号事件（ストレイカー夫人）
  - ソア橋のなぞ（マリア・ギブソン）
- 新アウターリミッツ（リンダ・ティルマン〈アルバータ・ワトソン〉、セリーナ〈マーゴット・キダー〉）
- 新・刑事コロンボシリーズ
  - 狂ったシナリオ（ローズ・ウォーカー〈ナン・マーティン〉）
  - 復讐を抱いて眠れ（ヴェリティ・チャンドラー〈ルー・マクラナハン〉）※日本テレビ版
- 人造人間クエスター（アリソン・サンプル）
- スタートレックシリーズ
  - スタートレック/宇宙大作戦
    - シーズン1「惑星M113の吸血獣」（ジェニー〈グレース・リー・ホイットニー）
    - シーズン1「セイサス星から来た少年」（ジェニー〈グレース・リー・ホイットニー）
    - シーズン1「魔の宇宙病」（ジェニー〈グレース・リー・ホイットニー）
    - シーズン1「二人のカーク」（ジェニー〈グレース・リー・ホイットニー）
    - シーズン1「400才の少女」（ジェニー〈グレース・リー・ホイットニー）
    - シーズン1「謎の球体」（ジェニー〈グレース・リー・ホイットニー）
    - シーズン1「宇宙基地SOS」（ジェニー〈グレース・リー・ホイットニー）
    - シーズン1「おかしなおかしな遊園惑星」（ルース〈シャーリー・ボーン〉）
    - シーズン2「カヌーソ・ノナの魔力」（ノナ〈ナンシー・コバック〉）
    - シーズン3「無人惑星の謎」（ロジラ〈リー・メリウェザー〉）

  - 新スタートレック
    - シーズン1 #11「夢の人」（ビクトリア・ミラー〈ナン・マーティン〉）
    - シーズン2 #45「魅せられて」（ラクサナ・トロイ〈メイジェル・バレット〉）
    - シーズン3 #72「愛なき関係」（ラクサナ・トロイ〈メイジェル・バレット〉）
    - シーズン5 #120「ラクサナの結婚」（ラクサナ・トロイ〈メイジェル・バレット〉）
    - シーズン7 #159「心のダークサイド」（ラクサナ・トロイ〈メイジェル・バレット〉）
- スパイ大作戦（ミミ・デーヴィス〈バーバラ・アンダーソン〉）
- スペース1999（ヘレナ・ラッセル博士〈バーバラ・ベイン〉）
- 大草原の小さな家（グレース・スナイダー・エドワーズ〈ボニー・バートレット〉）
- ダンディ2 華麗な冒険 #17（キャリー・ボウマン）
- 地上最強の美女バイオニック・ジェミー シーズン2 #5（リンダ・ウィルソン）
- 超音速攻撃ヘリ エアーウルフ シーズン3 #4（メーガン・レーヴンソン）
- 電撃スパイ作戦 #9、#13（ヴァネッサ〈ヒラリー・ティンダル〉）
- ナイトライダー シーズン4 #21（ハラナ〈ロザリンド・キャッシュ〉）
- ハローアインシュタイン 遥かなる宇宙へのメッセージ（エルザ〈マリー・デュボワ〉）
- フェーム/青春の旅立ち（エリザベス・シャーウッド）
- プロビデンス（リンダ・ハンセン〈コンセッタ・メイ〉）
- ミス・マープル カリブ海の秘密（イヴリン・ヒリンドン）
- 名探偵ポワロ コックを捜せ（トッド夫人）※NHK版
- 名探偵モンク7（ロンダ）
- ルーツ（ベル・レイノルズ）※ソフト版

#### 海外アニメ
- アナスタシア（マリー皇太后）
- シンデレラIII 戻された時計の針（トレメイン夫人）

### テレビアニメ
1969年
- カムイ外伝（早苗）

1972年
- 科学忍者隊ガッチャマン（女カッツエ）

1976年
- ポールのミラクル大作戦（ナレーション、巨人の母）

1978年
- 新・エースをねらえ!
- 無敵鋼人ダイターン3（マゾニー）
- ルパン三世 (TV第2シリーズ)（1978年 - 1979年、女人館の主、マリア）

1980年
- 怪物くん（怪物王妃）
- タイムパトロール隊オタスケマン（グターシャ）
- 太陽の使者 鉄人28号（ジーナ早川）

1981年
- ダッシュ勝平（老女）

1986年
- オズの魔法使い（グリンダ）

1989年
- 北斗の拳2（北斗の霊の声）

1992年
- 美味しんぼ 究極対至高 長寿料理対決!!（渡口初美）

1999年
- 週刊ストーリーランド（ナレーション）

2000年
- 名探偵コナン（古川悦子）

2010年
- アルプスの少女ハイジ 総集編（おばあさま）

### 劇場アニメ
- ヤスジのポルノラマ やっちまえ!!（1971年）
- 劇場版宇宙戦士バルディオス（1981年、エラ・クィンシュタイン）
- せんぼんまつばら 川と生きる少年たち（1992年、バァチャン、ナレーション）
- 長くつ下のピッピ ピッピ南の島へ（1997年、ブリップ夫人）
- クレヨンしんちゃん 嵐を呼ぶ 歌うケツだけ爆弾!（2007年、銀波）

### OVA
- ドリームハンター麗夢III 夢隠 首なし武者伝説（1987年、美衆桜花）
- 人魚の森（1991年、佐和[3]）

### ゲーム
- キングダム ハーツ バース バイ スリープ（2010年、トレメイン夫人）
- エルシャダイ（2011年、エゼキエル）

### ラジオドラマ
- アドルフに告ぐ（1993年、TBSラジオ） - カミルの母 役

### テレビCM
- 「言葉が凶器になる」（1979年度教育問題キャンペーン、公共広告機構） - 冬子（オニババ） 役

### テレビ番組
- NNNドキュメント'94「祖国に帰って死にたい」 - ナレーション
- 世界まるごとHOWマッチ（TBS） - 声の出演